# Harvest Moon: The Tale of Two Towns
Harvest Moon: The Tale of Two Towns Harvest Moon: El cuento de dos pueblos, Bokujō Monogatari: Futago no Mura|lit. "Historia de la Granja: Pueblos Gemelos", es un videojuego de simulación de granja desarrollado por Marvelous Entertainment para la consola Nintendo DS. Forma parte de la serie de videojuegos Harvest Moon. Se realizó una versión para la consola Nintendo 3DS, aunque esta no salió en Japón.
- Datos: Q2700027